# Кримськ (аеродром)
Кримськ — військовий аеродром в Краснодарському краї, розташований на північній околиці містечка Кримськ.
На аеродромі дислокований 3-й змішаний авіаційний полк, який входить до складу 1-ї змішаної авіадивізії  4-ї армії ВПС і Військ ППО. На озброєнні полку є винищувачі Су-27СМ3 та Су-30М2.

## Історія
З 2011 по 2013 на аеродромі тривала масштабна реконструкція аеродрому, який був побудований ще у 1951 і з того часу не реконструювався. Під час реконструкції ЗПС її продовжили на 500 метрів і зробили монолітно-бетонною.

## Катастрофи та інциденти
- 25 січня 1973 року під час виконання навчального польоту у літака Як-28У відбулася відмова двигуна. Командир екіпажу капітан Євген Бунін дав команду лейтенанту Валерію Шкунову на катапультування, а сам ціною власного життя відвів літак у бік від населеного пункту. На 45-річчя гибелі пілота на його честь на місці аварії встановили пам'ятник у вигляді літака[5].

- 14 серпня 2021 російський пожежний літак Бе-200 (RF-88450[6]), який вилетів з аеродрому Кримськ, після гасіння пожежі розбився біля міста Кахраманмараш на сході Туреччини. Загинули 8 людей, російський екіпаж, перекладач та представники Туреччини[7][8]. Серед екіпажу був командир 279-го окремого корабельно-винищувального авіаційного російського полку, полковник Євген Володимирович Кузнєцов, учасник окупації Криму і має відношення до планування та здійснення бомбардувань мирних жителів Сирії під час інтервенції Росії в Сирію[9].

## Російсько-українська війна
Весною 2023 на аеродромі базувались літаки радіолокаційного дозору типу А-50 які використовувались для виявлення української протиповітряної оборони та боротьби з нею.
У ніч на 15 листопада 2024 аеродром атакували безпілотники.
14 грудня 2024 року внаслідок спецоперації ГУР на аеродромі було знищено винищувач Су-30.